# Ян з Литви
Ян з Литви або Ян Литвин, також іноді вживається ім'я Іван (англ. John Lettou, Джон Літоу), працював між 1480-1483/4 роками (згідно з «Oxford Dictionary of National Biography» між 1475–1483), перший лондонський інтроліґатор і друкар, міродайно литовського походження, на що вказує стара англійська форма прізвища Lettou. В той час територія Великого князівства Литовського охоплювала нинішні литовські, білоруські й українські землі. Але прізвище не є достатнім свідченням його походження. Друкував книги філософського, релігійного та найбільше юридичного змісту.

## Життя і праця
Відомо, що дві зі своїх книг, він видав накладом якогось Вільяма Уілкока.
Першим серед англійських друкарів почав розташовувати текст у дві колонки.
У виданні книг правничої тематики співробітничав з англійським друкарем нижньокраїнського походження Вільямом з Мехелена (William de Machlinia, Вільям де Махлінія).
На межі 1483—1484 років Ян зникає і Вільям з Мехелена продовжує свою справу самостійно.
Едвард Ґордон Даф, британський бібліограф і бібліотекар, знаходить, що шрифт вживаний у виданнях Яна дуже подібний до шрифта неапольського друкаря Матвія Моравського (Matthias Moravus) але згодом також помічає, що різниться лише на кілька заглавних літер від шрифта друкаря Йогана Бремера «Буле» (Johannes Bremer), який видав дві книги у Римі, відповідно у 1478 та 1479 роках.

### Гіпотези Гая Пікарда
На думку французько-англійського дослідника минувшини білоруської культури Гая Пікарда Ян був білорусом з походження і опанував своє мистецтво в німецького друкаря Йогана «Буле» з ганзейського міста Бремен. Саме ганзейськими шляхами Ян дістався до Лондона, в якому Ганза мала своє представництво. Пікард висуває гіпотезу, що друкарня Яна розташовувалася ліворуч від церкви Усіх Святих, поблизу гостинного двору Балтійської Ганзи. Це була перша друкарня в межах лондонського Сіті. Іще за однією з гіпотез історика культури, після того як Ян зникає з лондонського небокраю, він міг бути наставником, а може навіть і співпрацівником білоруського першодрукаря Франциска Скорини.
Проте у ті часи в Лондоні існувала не одна церква під іменем Усіх Святих.